# Aardman Animations
La Aardman Animations, Ltd., conosciuta anche come Aardman Studios, è uno studio di animazione britannico vincitore di più premi Oscar con sede a Bristol, in Inghilterra. È famosa per la sua animazione stop-motion denominata claymation, in particolare per il suo duo di plastilina Wallace e Gromit.

## Storia

### 1972-1996
Gli Aardman Studios vennero fondati nel 1972 come un progetto a basso budget da Peter Lord e David Sproxton, che volevano produrre un film d'animazione. Lavorarono alla serie Vision On, realizzata dalla BBC per un pubblico formato da bambini sordi, fornendo delle sequenze animate. Il nome della società proviene dal personaggio protagonista di tali sequenze, parodia di Superman. Crearono anche una sequenza animata chiamata "Greeblies" (1975) usando la claymation che li portò alla creazione di Morph, un semplice personaggio d'argilla. Nello stesso periodo Lord e Sproxton fecero la loro prima incursione nell'animazione per adulti con i cortometraggi Down and Out e Confession of a Foyer Girl, parte della serie della BBC Animated Conversations i cui dialoghi sono registrati in situazioni reali. La Aardman fornì anche l'animazione per la sigla del programma The Great Egg Race e per il video della pluripremiata canzone di Peter Gabriel Sledgehammer. Produssero inoltre il video musicale della canzone My Baby Just Cares For Me di Nina Simone nel 1987, e sempre negli anni ottanta realizzarono il personaggio di Douglas per gli spot televisivi del burro Lurpak.
In seguito produssero una serie di cortometraggi per Channel 4 tra cui la serie Conversation Pieces. Questi cinque corti furono creati con lo stesso metodo delle Animated Conversations, ma in maniera più sofisticata. Lord e Sproxton cominciarono ad assumere sempre più animatori a questo punto; tre dei nuovi arrivati fecero il loro debutto alla regia nella Aardman con la serie Lip Synch. Tra i cinque cortometraggi di tale serie, due furono diretti da Peter Lord, uno da Barry Purves, uno da Richard Goleszowski e uno da Nick Park.
Il corto di Park Creature Comforts fu la prima produzione Aardman a vincere un Oscar. Park sviluppò anche i cortometraggi in claymation con protagonisti Wallace & Gromit, una comica coppia di amici: Wallace è un ingenuo inventore inglese amante del formaggio, e Gromit il suo migliore amico, un cane intelligente ma silenzioso. I primi tre corti della serie furono Una fantastica gita (1989), I pantaloni sbagliati (1993) e Una tosatura perfetta (1995), gli ultimi due vincitori dell'Oscar.

### 1997-2006
Nel dicembre del 1997, la Aardman e la DreamWorks annunciarono la loro collaborazione per produrre e distribuire Galline in fuga, il primo lungometraggio degli Aardman Studios, già da un anno in pre-produzione. Il 27 ottobre 1999 Aardman e DreamWorks firmano un contratto di 250 milioni di dollari per realizzare altri quattro film le cui uscite si stimavano avvenire nei seguenti 12 anni. Assieme all'accordo venne annunciato anche il primo progetto intitolato La lepre e la tartaruga. L'intento era quello di basarsi sull'omonima favola di Esopo e sarebbe stato diretto da Richard Goleszowski, il progetto fu interrotto due anni dopo a causa di problemi nel copione. Il 23 giugno del 2000 uscì Galline in Fuga e fu un grande successo sia di critica che di pubblico con un incasso mondiale di 224.8 milioni di dollari. Nel 2005, dopo dieci anni di assenza, Wallace e Gromit tornarono in Wallace & Gromit - La maledizione del coniglio mannaro. A distanza di un anno uscì Giù per il tubo, il primo film targato Aardman a far uso totale di computer grafica.

### 2007-Presente
Nell'aprile del 2007 l'Aardman firmò con Sony Pictures Entertainment un accordo di tre anni, rinnovato nel 2010, per finanziare, co-produrre e distribuire film. Un nuovo cortometraggio con Wallace e Gromit, chiamato Il mistero dei 12 fornai assassinati, uscì l'anno successivo. Il primo film realizzato in collaborazione con Sony fu un film in CGI intitolato Il figlio di Babbo Natale, il primo lungometraggio Aardman in 3D. Nel 2012 uscì Pirati! Briganti da strapazzo, film che vede il ritorno della stop-motion e di Peter Lord alla regia dopo Galline in Fuga.
Nel 2008 Aardman si unì a Channel 4 e Lupus Film per creare un portale d'animazione chiamato 4mations. Nell'aprile del 2008 l'Aardman creò il suo canale ufficiale su YouTube nel quale è presente la serie Interviste Mai Viste, la serie di Morph, Cracking Contraptions ed alcune clip dei film e dei corti del duo Wallace e Gromit. Dal dicembre 2008 iniziò a caricare vari giochi in Flash su Newgrounds, la maggior parte basati su Wallace & Gromit e Shaun, vita da pecora.
Nel 2015 la società acquistò una grande quota dello studio d'animazione Nathan Love di New York, annunciando la fusione con un cortometraggio Introducing: Aardman Nathan Love il 25 settembre dello stesso anno. Prima del quarantesimo anniversario della Aardman, BBC One trasmise per la prima volta nel dicembre 2015 un documentario televisivo di un'ora intitolato A Grand Night In: The Story of Aardman. Narrato da Julie Walters, questa retrospettiva include commenti dei fondatori, del personale dell'azienda e di numerosi amici, fan e colleghi tra cui Terry Gilliam, John Lasseter e Matt Groening.
Dal 29 giugno al 29 ottobre 2017 venne esposta una mostra dal titolo Wallace & Gromit and Friends  all'Australian Centre for the Moving Image (ACMI). Un servizio su questa mostra venne realizzato dall'Australian ABC News Breakfast mercoledì 28 giugno, con un'intervista di 8 minuti con i produttori Peter Lord e David Sproxton. Un interessante dettaglio che è stato scoperto è il fatto che, nelle prime versioni, Gromit era stato ideato come un gatto ma in seguito Nick Park cambiò il suo design in un cane che era chiaramente più adatto come animale/compagno per Wallace. All'interno dell'articolo ABC New è presente un'intervista video con Lord e Sproxton, che fornisce informazioni non solo su Wallace e Gromit, ma anche su Shaun, vita da pecora ed altre novità.

## Origine del nome
Il nome della società è tratto da uno dei suoi primi personaggi, un supereroe creato per Vision On nel 1972. A differenza delle famose produzione in claymation della società, quest'ultimo era realizzato in tecnica tradizionale. Il nome deriva dall'espressione olandese Aard man, che significa "uomo naturale". Quando le due parole vengono unite, e diventano "Aardman", hanno un'assonanza con il termine inglese "Earthman". Tuttavia, il cofondatore David Sproxton ha affermato che il nome è il risultato di non essere stati in grado di "Trovare un'altra parola con più di una A oltre a "aardvark".

## Filmografia

### Cortometraggi
- Animated Conversations: Down and Out (1977)
- Animated Conversations: Confessions of a Foyer Girl (1978)
- Conversation Pieces: On Probation (1983)
- Conversation Pieces: Sales Pitch (1983)
- Conversation Pieces: Palmy Days (1983)
- Conversation Pieces: Early Bird (1983)
- Conversation Pieces: Late Edition (1983)
- Sweet Disaster: Babylon (1986)
- Una fantastica gita (A Grand Day Out) (1989)
- Creature Comforts (1989)
- War Story (1989)
- Going Equipped (1990)
- Ident (1990)
- Next (1990)
- Rex the Runt: How Dinosaurs Became Extinct (1991)
- Rex the Runt: Dreams (1991)
- Adam (1992)
- Never Say Pink Furry Die (1992)
- Loves Me... Loves Me Not (1993)
- Not Without My Handbag (1993)
- I pantaloni sbagliati (The Wrong Trousers) (1993)
- Pib and Pog (1995)
- Una tosatura perfetta (A Close Shave) (1995)
- Rex the Runt: North by North Pole (1996)
- Pop (1996)
- Wat's Pig (1996)
- Owzat (1997)
- Stage Fright (1997)
- Al Dente (1998)
- Humdrum (1999)
- Minotaur and Little Nerkin (1999)
- Angry Kid (1999)
- The Presentators (2003–2004)
- Wallace & Gromit's Cracking Contraptions (2002)
- The Non-Voters (2004)
- Pib and Pog (2006)
- Questione di pane o di morte (A Matter of Loaf and Death) (2008)
- Dot (2010)
- Gulp (2011)
- The Itch of The Golden Nit (2011)
- Batman (2012)
- Wallace & Gromit's Jubilee Bunt-a-thon (2012)
- So You Want to Be a Pirate! (2012)
- Wallace & Gromit's Musical Marvels (2012)
- Darkside (2013)
- Sphere (2013)
- Zombie Fairy (2014)
- Ray's Big Idea (2014)
- Special Delivery (2015)
- Full ANL (2015)
- Shaun the Sheep: The Farmer's Llamas (2015)
- Aardman Nathan Love (2015)
- Mac (2016)
- NSPCC (2016)
- Visualise This (2017)
- Robin Robin (2021)
- Shaun the Sheep: The Flight Before Christmas (2021)

### Film
- Galline in fuga (Chicken Run), regia di Peter Lord e Nick Park (2000) (in collaborazione con DreamWorks Animation)
- Wallace & Gromit - La maledizione del coniglio mannaro (Wallace & Gromit: The Curse of the Were-Rabbit), regia di Nick Park e Steve Box (2005) (in collaborazione con DreamWorks Animation)
- Giù per il tubo (Flushed Away), regia di David Bowers e Sam Fell (2006) (in collaborazione con DreamWorks Animation)
- Il figlio di Babbo Natale (Arthur Christmas), regia di Sarah Smith (2011) (in collaborazione con Sony Pictures Animation)
- Pirati! Briganti da strapazzo (The Pirates! In an Adventure with Scientists), regia di Peter Lord e Jeff Newitt (2012) (in collaborazione con Sony Pictures Animation)
- Shaun, vita da pecora - Il film (Shaun The Sheep Movie), regia di Richard Starzak e Mark Burton (2015) (in collaborazione con StudioCanal)
- I primitivi (Early Man), regia di Nick Park (2018) (in collaborazione con StudioCanal)
- Shaun, vita da pecora: Farmageddon - Il film (Farmageddon: A Shaun The Sheep Movie), regia di Will Becher e Richard Phelan (2019) (in collaborazione con StudioCanal)
- Galline in fuga - L'alba dei nugget (Chicken Run: Dawn of the Nugget) regia di Sam Fell (2023) (in collaborazione con Netflix)
- Wallace & Gromit - Le piume della vendetta, regia di Nick Park e Merlin Crossingham (2024) (in collaborazione con Netflix e BBC)[8]
- Shaun the Sheep: The Beast of Mossy Bottom, regia di Steve Box e Matthew Walker (2026) (in collaborazione con Sky e StudioCanal)

### Serie televisive
- The Amazing Adventures of Morph (1980)
- The Morph Files (1996)
- Rex the Runt (1998)
- Angry Kid (1999)
- Interviste mai viste (2003)
- Planet Sketch (2005)
- Purple and Brown (2006)
- Pib and Pog (2006)
- Shaun, vita da pecora (2007)
- Polli Kung Fu (2008)
- Piccolo grande Timmy (2009)
- Canimals (2011)
- Gatto contraffatto (2016)
- Lloyd of the Flies (2022)
- The Very Small Creatures (2022)
- Star Wars: Visions per l’episodio Io sono tua madre (2023)

### Videoclip
- "Sledgehammer" (1986)
- "My Baby Just Cares for Me" (1987)
- "Barefootin" (1987)
- "In Your Wildest Dreams" (1996)
- "Viva Forever" (1998)
- "Santa Claus Is Coming to Town" (cover di Justin Bieber, 2011)
- "Life's A Treat (Rizzle Kicks Remix)" (2015)
- "Feels Like Summer" (2015)
- "OFFF Barcelona 2016 Main Titles" (2017)
- "Daddy" (2019)